# COPY (Aira Mitsukiのアルバム)
『COPY』（コピー）は、日本のテクノポップ女性歌手、Aira Mitsukiの1作目のオリジナルアルバムである。

## 解説
- 2008年9月3日にD-topia Entertainmentよりリリース。「初回盤」と「通常盤」の2形態での発売。
- 4枚のシングル曲を収録されている。
- アルバムの発売後にタワーレコードとの共同企画「C.O.P.Y 大作戦」と銘打たれた謎のキャンペーンの実施を発表した。企画では、9月4日に秋葉原店にてコピーロボットを起動され、9月2日よりタワーレコードにて「COPY大作戦オリジナルT-シャツ」が発売された。

## 収録曲

### 初回盤
1. GALAXY BOY
  - シングル曲ではないが、本曲はプロモーションビデオが作成されている。
2. チャイナ・ディスコティカ
3. カラフル・トーキョーサウンズ・NO.9
4. Darling Wondering Staring
5. HEART LINE ALIVE
6. チャイナ・ディスコティカ (Substance Remix)
7. ファンタジー・キャンディー
  - 2ndアルバム「PLASTIC」には「夏飴」という名で別アレンジが収録されている。
8. ハイバッシュ (YAKENOHARA ver.)
9. Swallowtail D.A.N.C.E (Cherryboy function ver.)
10. Beep Count Fantastic (feat.Terukado)
  - 本曲にはTerukadoがボーカルに参加。
11. イエロー・スーパーカー
12. Happiness land

### 通常盤
1. GALAXY BOY
2. チャイナ・ディスコティカ
3. カラフル・トーキョーサウンズ・NO.9
4. Darling Wondering Staring
5. HEART LINE ALIVE
6. チャイナ・ディスコティカ (Substance Remix)
7. ファンタジー・キャンディー
8. ハイバッシュ (Original ver.)
9. Swallowtail D.A.N.C.E (Cherryboy function ver.)
10. Beep Count Fantastic (feat.Terukado)
11. イエロー・スーパーカー
12. Happiness land
13. STAR FRUITS SURF RIDER
  - コーネリアスのカバー曲。
14. Rock'n Roll Is Dead
  - レニー・クラヴィッツのカバー曲。
15. ROMANTIC ROPE
16. Darling Wondering Staring (PLASTIC FANTASTIC remix)

### タワーレコード購入者特典ボーナスCD
1. YAKENOHARA MEGAMIX

### HMV購入者特典ボーナスCD
1. L0ne1yBoy L0ne1yGirl